# Джрашен (Армавір)
Джрашен (вірм. Ջրաշեն) — село в марзі Армавір, на заході Вірменії. Село розташоване за 8 км на південь від міста Армавір, за 2 км на південь від села Бамбакашат, за 3 км на захід від села Айкаван та за 3 км на північний схід від села Нор Артагес. Село було засноване у 1928 р.